# Tenaturris
Tenaturris é um gênero de gastrópodes pertencente a família Mangeliidae.

## Espécies
- Tenaturris bartlettii (Dall, 1889)[1]
- Tenaturris concinna (Adams C. B., 1852)[2]
- Tenaturris decora (Smith E. A., 1882)[3]
- Tenaturris dysoni (Reeve, 1846)[4]
- Tenaturris epomis (Dall, 1927)
- Tenaturris fulgens (Smith E. A., 1888)[5]
- Tenaturris gemma (Smith E. A., 1884)[6]
- †Tenaturris guppyi (W.H. Dall, 1896)
- Tenaturris inepta (E. A. Smith, 1882)[7]
- †Tenaturris isiola W.P. Woodring, 1928
- Tenaturris janira (Dall, 1919)[8]
- Tenaturris merita (Hinds, 1843)[9]
- Tenaturris multilineata (C. B. Adams, 1845)
- †Tenaturris terpna W.P. Woodring, 1928
- Tenaturris trilineata (C. B. Adams, 1845)[10]
- Tenaturris verdensis (Dall, 1919)[11]

Espécies trazidas para a sinonímia
- Tenaturris burchi Hertlein, L.G. & A.M. Strong, 1951: sinônimo de  Tenaturris verdensis (Dall, 1919)
- Tenaturris dubia (C. B. Adams, 1845): sinônimo de Pyrgocythara dubia (C. B. Adams, 1845):
- Tenaturris fusca (Adams C. B., 1845):[12] sinônimo de Pyrgocythara cinctella (Pfeiffer, 1840)
- Tenaturris helenensis E.A. Smith, 1884: sinônimo de Tenaturris gemma (E.A. Smith, 1884)
- Tenaturris nereis Pilsbry, H.A. & H.N. Lowe, 1932: sinônimo de Tenaturris merita (Hinds, 1843)
- Tenaturris phaethusa (Dall, 1919): sinônimo de Notocytharella phaethusa (Dall, 1919)
- Tenaturris trifasciata L.A. Reeve, 1845: sinônimo de Tenaturris trilineata (C.B. Adams, 1845)